# Abaffi Ier
Pour les articles homonymes, voir Abaffi.
Abaffi Ier ou Michel Apafi Ier d'Apanagyfalu (en hongrois : apanagyfalvi I. Apafi Mihály), né le 3 novembre 1632 à Ebesfalva et mort le 15 avril 1690 à Fogaras, est prince de Transylvanie de 1661 jusqu'à sa mort.

## Biographie
Il est élu prince par les États de Transylvanie, sous la protection du pacha Ali le 14 septembre 1661 par l'influence de la Porte, qui l'oppose à Jean III Kemény que l'Autriche avait fait élire; son compétiteur étant mort l'année suivante, il est reconnu sans contestation dans toute la Transylvanie.
Allié des Hongrois révoltés, il fait quelque temps la guerre à l'empereur Léopold ; mais après la levée du siège de Vienne par les Turcs, il abandonne leur cause et conclut avec l'empereur les traités de Vienne le 26 juin et de Blag le 27 octobre 1686, qui imposent au voïvode transylvain contre la « protection des Habsbourg », le paiement d'un tribut et l'occupation militaire de douze forteresses du pays.
Abaffi Ier meurt le 15 avril 1690 à Fogaras, dans le sud-est de la Transylvanie et son fils Michel II Apafi lui succède.